# Cypripedieae
Cypripedieae es una tribu de la subfamilia Cypripedioideae dentro de la familia Orchidaceae. 
Se divide en:

## Subtribus y géneros
- Subtribu: Cypripediinae
  - Géneros: Cypripedium
- Subtribu: Paphiopedilinae
  - Géneros: Paphiopedilum